# Campeonato de Fútbol Playa de Concacaf de 2025
El Campeonato de Fútbol Playa de Concacaf de 2025 fue la undécima edición oficial entre selecciones de fútbol playa organizada por la Concacaf. Se llevó a cabo en Nasáu, Bahamas, entre el 11 y 16 de marzo, además sirvió como clasificatorio para la Copa Mundial de Fútbol Playa FIFA 2025 que se celebrará en Seychelles.

## Equipos participantes
| Equipos participantes | Equipos participantes | Equipos participantes | Equipos participantes |
| --------------------- | --------------------- | --------------------- | --------------------- |
| Bahamas               | El Salvador           | Guatemala             | Panamá                |
| Costa Rica            | Estados Unidos        | México                | Trinidad y Tobago     |

## Sistema de competición
En la primera ronda del torneo se formaron dos  grupos de cuatro integrantes que jugaron todos contra todos. Clasificaron los dos primeros puestos de cada grupo a la siguiente ronda. Esta fase fue de eliminatoria directa con semifinales y final, en la que los dos equipos clasificados obtendrán el cupo a la Copa Mundial. Al ganador de un encuentro se le otorgaron tres puntos por el triunfo en tiempo reglamentario, dos puntos tras una prórroga, y uno por superar al equipo rival en tiros desde el punto penal.

## Sede
| Malcolm Park Beach Soccer Facility |
| Capacidad: 3.500                   |

## Sorteo
El sorteo de los grupos se llevó a cabo el 26 de noviembre del 2024.
| Bombo 1               | Bombo 2            | Bombo 3            | Bombo 4                     |
| --------------------- | ------------------ | ------------------ | --------------------------- |
| México Estados Unidos | El Salvador Panamá | Bahamas Costa Rica | Guatemala Trinidad y Tobago |

### Grupos
Tras el sorteo, los grupos quedaron de la siguiente manera:
| Grupo A                                 | Grupo B                                         |
| --------------------------------------- | ----------------------------------------------- |
| México Guatemala Costa Rica El Salvador | Estados Unidos Trinidad y Tobago Bahamas Panamá |

## Primera fase
- Los horarios corresponden a la hora de Bahamas (UTC-4).
- Ítems: Pts: puntos; J: jugados; G: ganados; E: empatados; P: perdidos; GF: goles a favor; GC: goles en contra; Dif: diferencia de goles.

#### Grupo A
| Pos. | Equipo      | Pts. | PJ | G | W+ | WP | P | GF | GC | Dif. | Clasificación |
| ---- | ----------- | ---- | -- | - | -- | -- | - | -- | -- | ---- | ------------- |
| 1    | El Salvador | 9    | 3  | 3 | 0  | 0  | 0 | 20 | 7  | +13  | Semifinales   |
| 2    | Guatemala   | 6    | 3  | 2 | 0  | 0  | 1 | 9  | 11 | −2   | Semifinales   |
| 3    | México      | 3    | 3  | 1 | 0  | 0  | 2 | 12 | 12 | 0    |               |
| 4    | Costa Rica  | 0    | 3  | 0 | 0  | 0  | 3 | 3  | 14 | −11  |               |

 Fuente: CONCACAF
| 11 de marzo de 2025 | El Salvador                                                          | 6–1     | Costa Rica  | Malcolm Park Beach Soccer Facility, Nassau |                                 |
|                     | - Castro 4', 25' - Cerna 14', 30' - Urbina 19' - González 29' (pen.) | Reporte | Valencia 5' | Árbitro(s): Juan Andrés Ángeles            | Árbitro(s): Juan Andrés Ángeles |

| 11 de marzo de 2025 | México                             | 3–4     | Guatemala                              | Malcolm Park Beach Soccer Facility, Nassau |                         |
|                     | - Maldonado 10', 33' - Acevedo 26' | Reporte | - Lem 5', 27' - Pérez 6' - Crocker 22' | Árbitro(s): Jorge Tuñón                    | Árbitro(s): Jorge Tuñón |

| 12 de marzo de 2025 | Guatemala | 0–7     | El Salvador                                                                      | Malcolm Park Beach Soccer Facility, Nassau |                             |
|                     |           | Reporte | - Ruiz 4' - Ramos 16', 25' - Castro 26' - Batres 31' - Velásquez 32' - Cerna 36' | Árbitro(s): Alexander Vetia                | Árbitro(s): Alexander Vetia |

| 12 de marzo de 2025 | Costa Rica  | 1–3     | México                                        | Malcolm Park Beach Soccer Facility, Nassau |                                 |
|                     | Jimenez 32' | Reporte | - Acevedo 14' - Macías 15' - López 26' (pen.) | Árbitro(s): Juan Andrés Ángeles            | Árbitro(s): Juan Andrés Ángeles |

| 13 de marzo de 2025 | Costa Rica   | 1–5     | Guatemala                                                       | Malcolm Park Beach Soccer Facility, Nassau |                          |
|                     | Arguello 36' | Reporte | - Crocker 1' - M. González 12' - Marroquín 20' - López 24', 28' | Árbitro(s): Arian Crespo                   | Árbitro(s): Arian Crespo |

| 13 de marzo de 2025 | México                                                                          | 6–7     | El Salvador                                                                 | Malcolm Park Beach Soccer Facility, Nassau |                         |
|                     | - Morales 23' - Maldonado 23', 29' - López 26' - García 31' - Montes de Oca 31' | Reporte | - Castro 3' - Velásquez 4' - Cerna 5', 21' - González 21', 26' - Batres 21' | Árbitro(s): Jorge Tuñón                    | Árbitro(s): Jorge Tuñón |

#### Grupo B
| Pos. | Equipo            | Pts. | PJ | G | W+ | WP | P | GF | GC | Dif. | Clasificación |
| ---- | ----------------- | ---- | -- | - | -- | -- | - | -- | -- | ---- | ------------- |
| 1    | Bahamas (H)       | 6    | 3  | 2 | 0  | 0  | 1 | 10 | 8  | +2   | Semifinales   |
| 2    | Estados Unidos    | 4    | 3  | 1 | 0  | 1  | 1 | 9  | 6  | +3   | Semifinales   |
| 3    | Panamá            | 4    | 3  | 1 | 0  | 1  | 1 | 8  | 10 | −2   |               |
| 4    | Trinidad y Tobago | 0    | 3  | 0 | 0  | 0  | 3 | 9  | 12 | −3   |               |

 Fuente: CONCACAF
| 11 de marzo de 2025 | Estados Unidos                      | 2–2 (4–1 p.)               | Trinidad y Tobago           | Malcolm Park Beach Soccer Facility, Nassau |                                |
|                     | - Canale 7' - Silveira 18'          | Reporte                    | - Gregory 10', 33'          | Árbitro(s): Jonathan Hernández             | Árbitro(s): Jonathan Hernández |
|                     |                                     | Tiros desde el punto penal |                             |                                            |                                |
|                     | - Navas - Silveira - Perea - Canale |                            | - Williams - Riley - Peters |                                            |                                |

| 11 de marzo de 2025 | Panamá                                                 | 2–2 (4–3 p.)               | Bahamas                                              | Malcolm Park Beach Soccer Facility, Nassau |                        |
|                     | - Maquensi 16' - Kelly 33'                             | Reporte                    | - Ferguson 6' - Julmis 15'                           | Árbitro(s): Mario Nava                     | Árbitro(s): Mario Nava |
|                     |                                                        | Tiros desde el punto penal |                                                      |                                            |                        |
|                     | - R. Garcia - Escobar - Del Rosario - Kelly - Maquensi |                            | - Julmis - Williams - Ferguson - Adderley - St Fleur |                                            |                        |

| 12 de marzo de 2025 | Trinidad y Tobago                     | 3–5     | Panamá                                   | Malcolm Park Beach Soccer Facility, Nassau |                               |
|                     | - Joseph 5' - Woodley 11' (pen.), 24' | Reporte | - García 4', 35' - Maquensi 6', 12', 31' | Árbitro(s): Fernando Calvillo              | Árbitro(s): Fernando Calvillo |

| 12 de marzo de 2025 | Bahamas                                    | 3–2     | Estados Unidos    | Malcolm Park Beach Soccer Facility, Nassau |                              |
|                     | - Adderley 21' - Julmis 26' - Munnings 33' | Reporte | Valcarcel 6', 34' | Árbitro(s): Gonzalo Carballo               | Árbitro(s): Gonzalo Carballo |

| 13 de marzo de 2025 | Estados Unidos                                     | 5–1     | Panamá       | Malcolm Park Beach Soccer Facility, Nassau |                        |
|                     | - Carvalho 7', 12' - Navas 21', 28' - Silveira 26' | Reporte | Maquensi 19' | Árbitro(s): Mario Nava                     | Árbitro(s): Mario Nava |

| 13 de marzo de 2025 | Bahamas                                                                    | 5–4     | Trinidad y Tobago                         | Malcolm Park Beach Soccer Facility, Nassau |                                     |
|                     | - Julmis 10' - Chery 11' - Bailey 14' (o.g.) - Adderley 18' - Williams 30' | Reporte | - Riley 3', 12' - Gregory 16' - Coker 20' | Árbitro(s): Julio Josué Ramos Mejía        | Árbitro(s): Julio Josué Ramos Mejía |

## Segunda Fase
|  | Semifinales    | Semifinales |             |   | Final | Final |
|  |                |             |             |   |       |       |
|  |                |             |             |   |       |       |
|  |                |             |             |   |       |       |
|  | El Salvador    | 1 (7)       |             |   |       |       |
|  | El Salvador    | 1 (7)       |             |   |       |       |
|  | Estados Unidos | 1 (6)       |             |   |       |       |
|  | Estados Unidos | 1 (6)       | El Salvador | 2 |       |       |
|  |                |             | El Salvador | 2 |       |       |
|  |                | Guatemala   | 1           |   |       |       |
|  | Bahamas        | Guatemala   | 1           | 2 |       |       |
|  | Bahamas        |             |             | 2 |       |       |
|  | Guatemala      | 3           |             |   |       |       |
|  | Guatemala      | 3           | 3° Lugar    |   |       |       |
|  |                |             |             |   |       |       |
|  |                |             |             |   |       |       |
|  |                |             |             |   |       |       |
|  | Estados Unidos | 6           |             |   |       |       |
|  | Estados Unidos | 6           |             |   |       |       |
|  | Bahamas        | 2           |             |   |       |       |

### Semifinales
Los ganadores clasificaran a la Copa Mundial de Fútbol Playa FIFA 2025.
| 15 de marzo de 2025 | El Salvador                                                              | 1–1 (t. s.)(7–6 p.)        | Estados Unidos                                                              | Malcolm Park Beach Soccer Facility, Nassau |                          |
|                     | Cerna 17'                                                                |                            | Chavez 25'                                                                  | Árbitro(s): Arian Crespo                   | Árbitro(s): Arian Crespo |
|                     |                                                                          | Tiros desde el punto penal |                                                                             |                                            |                          |
|                     | - Velásquez - Guerra - Ramos - Castro - González - Ruiz - Cerna - Robles |                            | - Navas - Williams - Perea - Canale - Carvalho - Valcarcel - Akol - Rezende |                                            |                          |

| 15 de marzo de 2025 | Bahamas                     | 2–3     | Guatemala                                  | Malcolm Park Beach Soccer Facility, Nassau |                                 |
|                     | - Julmis 14' - Adderley 24' | Reporte | - M. González 3' - López 11' - Crocker 31' | Árbitro(s): Juan Andrés Ángeles            | Árbitro(s): Juan Andrés Ángeles |

### Partido por el3erlugar
| Fecha               | Lugar | Local          | Resultado | Visitante |
| ------------------- | ----- | -------------- | --------- | --------- |
| 16 de marzo de 2025 | Nasáu | Estados Unidos | 6 – 2     | Bahamas   |

### Final
| Fecha               | Lugar | Local       | Resultado | Visitante |
| ------------------- | ----- | ----------- | --------- | --------- |
| 16 de marzo de 2025 | Nasáu | El Salvador | 2 – 1     | Guatemala |

## Goleadores
| Jugador          | Selección      | Goles |
| ---------------- | -------------- | ----- |
| Emerson Cerna    | El Salvador    | 6     |
| Alfonso Maquensi | Panamá         | 4     |
| Andersson Castro | El Salvador    | 3     |
| Wood Julmis      | Bahamas        | 3     |
| José Lem         | Guatemala      | 2     |
| Ramón Maldonado  | México         | 2     |
| Cody Valcacel    | Estados Unidos | 2     |

## Estadísticas

### Tabla general
| Pos. | Equipo            | Pts | PJ | PG | PG+ | PGP | PP | GF | GC | Dif |
| ---- | ----------------- | --- | -- | -- | --- | --- | -- | -- | -- | --- |
| 1    | El Salvador       | 13  | 5  | 4  | 0   | 1   | 0  | 23 | 9  | +14 |
| 2    | Guatemala         | 10  | 5  | 3  | 0   | 0   | 2  | 13 | 15 | −2  |
| 3    | Estados Unidos    | 7   | 5  | 2  | 0   | 1   | 2  | 16 | 9  | +7  |
| 4    | Bahamas           | 6   | 5  | 2  | 0   | 0   | 3  | 14 | 17 | −3  |
| 5    | Panamá            | 4   | 3  | 1  | 0   | 1   | 1  | 8  | 10 | −2  |
| 6    | México            | 3   | 3  | 1  | 0   | 0   | 2  | 12 | 12 | 0   |
| 7    | Trinidad y Tobago | 0   | 3  | 0  | 0   | 0   | 3  | 9  | 12 | −3  |
| 8    | Costa Rica        | 0   | 3  | 0  | 0   | 0   | 3  | 3  | 14 | −11 |

## Premios y reconocimientos[3]

### Balón de Oro
| Jugador       | Selección   |
| Emerson Cerna | El Salvador |
| ------------- | ----------- |

### Mejor jugador joven
| Jugador     | Selección |
| Wood Julmis | Bahamas   |
| ----------- | --------- |

### Mejor goleador
| Jugador       | Selección   | Goles |
| Emerson Cerna | El Salvador | 6     |
| ------------- | ----------- | ----- |

### Guante de Oro
| Jugador           | Selección   |
| Eliodoro Portillo | El Salvador |
| ----------------- | ----------- |

### Premio al juego limpio
| Selección   |
| El Salvador |
| ----------- |

## Clasificados a laCopa Mundial de Fútbol Playa Seychelles 2025
| Bandera de El Salvador | Bandera de Guatemala |
| El Salvador            | Guatemala            |
| Campeón                | Subcampeón           |